# 福岡県道44号博多港線
福岡県道44号博多港線（ふくおかけんどう44ごう はかたこうせん）は、福岡県福岡市博多区を通る県道（主要地方道）である。

## 解説
博多区築港本町の博多港から同区中呉服町の呉服町交差点までの区間を結ぶ。
全線を政令指定都市である福岡市が管理する。福岡県道43号博多停車場線とともに、福岡市道路愛称として大博通りと名付けられ、全体として博多港と博多駅を結ぶ幹線道路を構成する。
当初、博多駅と国道202号とを結ぶ県道として路線認定されたものであるが、国道202号の経路が現在の福岡市道千代今宿線（明治通り）の位置から福岡市道堅粕西新1号線（国体道路）に変更されたあとも、終点位置は変更されていない。この路線の南東端にある呉服町交差点が国土交通省により「主要渋滞箇所」の一つとして公表されている。

### 路線データ
- 起点：福岡県福岡市博多区築港本町
- 終点：福岡県福岡市博多区中呉服町（呉服町交差点、福岡県道43号博多停車場線終点、福岡市道千代今宿線交点）
- 総延長：800.29 m[1]

## 歴史
- 1993年（平成5年）5月11日 - 建設省から、県道博多港線が博多港線として主要地方道に指定される[3]。

## 地理

### 通過する自治体
- 福岡市博多区

### 交差する道路
| 交差道路                                                | 交差場所 | 交差場所            |
| ------------------------------------------------------- | -------- | ------------------- |
| 福岡県道602号後野福岡線 / 那の津通り                    | 築港本町 | 築港本町交差点      |
| 福岡市道博多姪浜線（昭和通り）                          | 下呉服町 | 蔵本交差点          |
| 福岡県道43号博多停車場線 福岡市道千代今宿線（明治通り） | 中呉服町 | 呉服町交差点 / 終点 |

### 沿線
- 福岡サンパレス・福岡国際センター・福岡国際会議場・マリンメッセ福岡・ベイサイドプレイス博多埠頭
- 福岡高速1号線 築港出入口
- 原三信病院
- 福岡市立博多小学校
- 福岡市地下鉄空港線 呉服町駅